# Schaambeen
Het schaambeen of os pubis vormt samen met het zitbeen, os ischii, en darmbeen, os ilium, door volledige onderlinge vergroeiing het heupbeen, os coxae. Het linker en rechter heupbeen vormen samen met de onderste gedeelten van de wervelkolom, te weten heiligbeen, os sacrum, en staartbeen, os coccygis, het skelet van het bekken, pelvis. Het schaambeen bestaat uit een lichaam, of corpus, een bovenste 'tak', ramus superior, en een onderste tak, ramus inferior.
Het corpus is een min of meer plat, naar voren hellend beenstuk. De achterzijde is tevens naar boven gericht, het oppervlak is glad en vormt de wand van het bekken aan de voor-onderzijde. De urineblaas ligt hier tegenaan. De onderzijde is eveneens naar voren gericht en heeft juist een ruw oppervlak. Hier hechten spieren aan, met name de musculus adductor longus en musculus adductor brevis.
De ramus superior loopt vanaf het corpus omhoog en opzij richting de kom van het heupgewricht, acetabulum. Daar is het schaambeen met het darmbeen en het zitbeen verbonden. Er bevindt zich aan de bovenzijde van corpus en ramus superior een richel, de crista pubica, overgaand in linea pectinea, die deel van de linea terminalis uitmaakt, die de bekkeningang omsluit. De musculus pectineus hecht aan de linea pectinea, of pecten ossis pubis, de schaambeenkam, aan.
De ramus inferior loopt vanaf het corpus naar achteren en opzij, om over te gaan in het zitbeen. Aan de onder-zijkant hechten de musculus adductor brevis en de musculus gracilis aan. Het schaambeen vormt samen met het zitbeen een ringvormige structuur, die het foramen obturatum omsluit. De corpora van het linker en rechter schaambeen zijn onderling door de schaambeenvoeg, symphysis pubica, verbonden. De schaambeenvoeg is het bekendste voorbeeld van een fibrocartilagineuze botverbinding. Vlak naast de schaambeenvoeg heeft het schaambeen een vooruitstekend knobbeltje, het tuberculum pubicum. Bij lichamelijk onderzoek kan dit tuberculum goed worden gevoeld. Het vormt de mediale aanhechtingsplaats van de liesband, ligamentum inguinale.
schedel · wervelkolom · borstkas · borstbeen · schoudergordel · arm · bekkengordel · been

bot · gewricht · botten van de mens